# فتحية مزالي
فتحيّة مزالي (6 أبريل 1927 - 12 فبراير 2018)، سياسية ومعلمة تونسية وإحدى أول امرأتين تولوا منصب وزاري في تونس وكان ذلك عندما تولت وزارة العائلة والنهوض بالمرأة في حكومة محمد المزالي في عام 1983.

## تكوينها
تلقّت فتحية بنت عبد الرحمن المختار تعليمها الابتدائي بمدرسة الفتيات بنهج العلماء بتونس ثم بمدرسة الفتيات بباردو حتى أحرزت على الشهادة الابتداية عام 1939، وانتقلت عامئذ إلى التعليم الثانوي حيث درست بكل من معهد بول كامبون إلى عام 1941 ثم بمعهد مونفلوري إلى عام 1944 مع انقطاع خلال 1942 / 1944 بسبب الحرب العالمية الثانية. وأنهت تعليمها الثانوي بمعهد أرمان فاليار بالحصول على شهادة الباكالوريا بتفوق عام 1947، وقد سمحت لها عائلتها بالانتقال إلى فرنسا لمواصلة دراستها العليا، وقد ختمتها بالإحراز على الإجازة في الفلسفة عام 1952.

## حياتها المهنية
عملت فتحية مزالي فيما بين 1950 و1974 بمدرسة ترشيح المعلمات بتونس العاصمة، حيث درّست المواد التالية: علم النفس وعلم نفس الطفل وعلم الاجتماع. وفي عام 1957 أسندت إليها إدارة المدرسة، ثم أصبحت متفقدة للتعليم الابتدائي، كما عينت في الأثناء عامي 1968/ 1969 في اللجنة القومية للتعليم لمراجعة التعليم بعد عشر سنوات من برنامج المسعدي الصادر عام 1958.

## حياتها العامة
- كانت فتحية مزالي من مؤسسات الاتحاد القومي النسائي التونسي عام 1956. وباقتراح من الرئيس الحبيب بورقيبة كلّفت بإعادة تنظيم ذلك الاتحاد إلى أن أسندت إليها رئاسته عام 1974 خلفا لراضية الحداد المغضوب عليها، واستمرت فتحية مزالي على رأس الاتحاد النسائي إلى عام 1986.
- كانت مستشارة ببلدية تونس العاصمة فيما بين 1957 و1960.
- حاضرت عام 1959 في نادي عزيزة عثمانة حول موضوع تحديد النسل ثم شاركت في تأسيس الجمعية التونسية للتنظيم العائلي عام 1968 وأسندت إليها مهمة نائبة الرئيس في تلك الجمعية.
- دخلت اللجنة المركزية للحزب الاشتراكي الدستوري عام 1974 وعينت عضوة في الديوان السياسي أعلى هيئة قيادية في نفس الحزب عام 1979.[2]
- انتخبت سنوات 1974، 1979، 1981 عضوة في مجلس النواب، وتولت مسؤولية نائبة رئيس المجلس.
- أسندت إليها عام 1983 وزارة جديدة هي وزارة العائلة والنهوض بالمرأة وكانت بذلك أول امرأة في تونس تتولى الوزارة وكان زوجها محمد مزالي يتولى آنذاك الوزارة الأولى، وقد استمرت في منصبها إلى أن أقيلت في جوان 1986 وألغيت الوزارة التي كانت تشرف عليها مع تنحية زوجها من الوزارة الأولى، وأنهيت مهامها كعضوة في الديوان السياسي للحزب الحاكم.[2]

## حياتها العائلية
تعرّفت فتحية المختار على محمد مزالي وهما في باريس، ثم تزوجت منه عام 1950، وقد حضر عقد زفافهما الحبيب بورقيبة. وقد أنجبت منه ستة أبناء: بنتان وأربعة أولاد.

## مقتطفات من خطاب
من خطاب فتحية مزالي في المؤتمر الرابع للاتحاد العام للمرأة الفلسطينية المنعقد بتونس فيما بين 30 أفريل و4 ماي 1985، وهو يلقي الضوء على موقفها السياسي والفكري للقضية الفلسطينية:
"وإن عقد مؤتمركن الرابع هذا بتونس أرض الأخوة والاتحاد والتضامن وأرض الجهاد والحوار وبلد النضال والحق والعدل والحرية، ليذكرنا ما بادر به الرئيس الحبيب بورقيبة منذ الاستقلال من رعاية المرأة وحماية حقوقها ومساندة أعمالها والسهر الدائم على حل مشاكل قضاياها بتشجيع دائم لحركة الاتحاد الساهر على بعث الطاقات الكامنة في المرأة وتكثيف قدرتها على العطاء والعمل وإسهامها في تقدم المجتمع وتطويره بالدور الفعال الذي تقوم به المرأة التونسية في مختلف المجالات وما تتحمله من مسؤوليات لتحقيق حياة أفضل لها ورفاه أشمل وتحرر أعمق لمجتمعها.
وكم يحلو لي أن أرحب بكل الأخوات اللاتي عقدن هذا المؤتمر على أرض تونس التي حمل رئيسها الحبيب بورقيبة كل العطف والرعاية للقضية الفلسطينية وساند المناضلين والمناضلات في صفوف المنظمة التي تعمل دوما على تخليص أرضها من أيادي العدو الغاصب وتؤكد الإصرار على الوقوف في وجه الصهيونية وتواصل دعم الصمود ومقاومة الاحتلال والتصدي لعمليات سلب الأراضي وتغيير معالمها وتشتيت أهاليها".
كما جاء في هذا الخطاب أيضا:
«وقد يقال لماذا تقوم المنظمات النسائية ما دامت العاملة تستطيع أن تنضم إلى العمال واتحاداتهم؟ والفلاحة قادرة على الانتساب إلى جمعيات الفلاحين والمجاهدة في استطاعتها أن تنضم إلى صفوف المحاربين وإلى غير ذلك. وإذا كان هذا التساؤل في محله فإن الجواب عليه يفيد ضرورة قيام اتحادات نسائية قوية ونشيطة تضم إليها مختلف الطاقات والكفاءات والخبرات التي تتمتع بعا المرأة في شتى الميادين فتعمل ضمن أخواتها على تحدي المشاكل الخاصة بالمرأة لما لها من دور هام في المجتمع».
وأضافت أيضا:
«إن الارتباط الأخوي الحاصل بين المرأة التونسية وأختها الفلسطينية ليس وليد الصدفة بل يعود إى اقتناع متبادل بحبنا المشترك للنضال ومساهمتنا فيه ورفضنا لأسباب القهر والاستعباد والمهانة. وما ساعد على نمو هذا الشعور لدى التونسيات هو الاهتمام القديم والعطف المستمر الذي يوليه فخامة الرئيس الحبيب بورقيبة للشعب الفلسطيني البطل بكل فئاته، وما تكنّه الماجدة المناضلة وسيلة بورقيبة لأبنائها من ود خالص وحب صادق ولم تكن تونس لتظفر باستقلالها لو لم يقيد الله لها بطلا قائدا وزعيما موجها وحّد الصفوف ووجّه جهود النضال نحو مقاومة المستعمر بعيدا عن التفرقة والتناحر. فما علّمه لنا أيام الكفاح هو وحدة الصف وجمع الكلمة ونبذ الافتراق حتى لا نفشل فتذهب ريحنا وحتى لا تخالنا جميعا وقلوبنا شتى. ونحن لا نجد أروع من هذا التعليم والتوجيه الذي استفدناه من أكبر زعماء هذا القرن نقدمه لأخواتنا الفلسطينيات عربون مساندة وتضامن معهن إن المرأة تستطيع أن تقدم الشيء الكثير ولو كانت ربة أسرة في ميادين التربية والعمل والإنتاج والعلم والفن والسياسة وفي مواطن التجمع».
وجاء في خطابها أيضا:
"فتونس سند دائم للقضية الفلسطينية بحق وصدق ودون قيد ولا شرط ولعله من باب التكرار أن نذكر أن المرأة التونسية متضامنة مع شقيقتها الفلسطيهنية في السراء والضراء في الفرح والترح فكلما قتلت إسرائيل أخوات لنا آلمتنا وكلما تيتم أطفالهن تألمنا. وفي المقابل كلما قامت مناضلة بعملية فدائية صفقت لها، قلوبنا وجوارحنا، وكلما أبلغت أخت فلسطينية صوت بلدها وشعبها في محفل دولي أثنينا وأثنينا عليها. وليس أحق بالحرية من أبناء فلسطين الذين قدموا لها أرواحهم زكية مهرا غاليا ولم يستكثروا مستيقنين أن للحرية الحمراء باب لكل يد مضرجة بدم.
وإذا كان ليل الظلم الذي وقع على فلسطين البطلة قد غطى جمع الأمة العربية بظلامه فإن نهار نصرها سيتجلى على كل أشقائها وفجر نورها سيضيء أرجاء البلاد العربية الإسلامية ناشرا فيها عبر الصمود والتضحية والإباء وسيكون مطلع شمس الحرية الفلسطينية من فلك الاتحاد والانسجام بين وحدات أبنائه المناضلين وتكاتف إخوانهم معهم في المشرق والمغرب".

## وصلة خارجية
- حول السيدة فتحية المختار مزالي في موقع الاتحاد الوطني للمرأة التونسية